# Trigonopoma pauciperforatum
Trigonopoma pauciperforatum (Weber & de Beaufort, 1916) è un pesce osseo d'acqua dolce appartenente alla famiglia Cyprinidae. Spesso nota con il sinonimo Rasbora pauciperforata

## Distribuzione e habitat
Diffusa in Asia sudorientale dalla Thailandia e la Cambogia alla penisola Malese e alle isole dell'Indonesia. Vive in ruscelli a corrente lenta, stagni poco profondi e paludi della foresta pluviale, su substrati torbosi e ricchi di vegetazione. Vive in acqua a pH acido, tenera e di colore scuro per la presenza di tannino ma limpida. Risulta introdotta nelle Filippine ma è ignoto se sia o meno naturalizzata.

## Descrizione
Il corpo di questa specie è snello e allungato, con pinne lunghe. La pinna dorsale, soprattutto, ha un'altezza maggiore di quella del corpo. La linea laterale è incompleta. Misura fino a 7 cm.

## Biologia
Frequenta gli strati superficiali dell'acqua.

### Alimentazione
Si nutre di zooplancton e, in minor misura, di insetti.

## Acquariofilia
Comune ospite degli acquari.

## Conservazione
Specie comune non ritenuta minacciata dalla IUCN. I fenomeni di degradazione dell'ambiente comuni nel sud est asiatico non sembrano influire sulle popolazioni di questa specie.